# Adelina de Lara

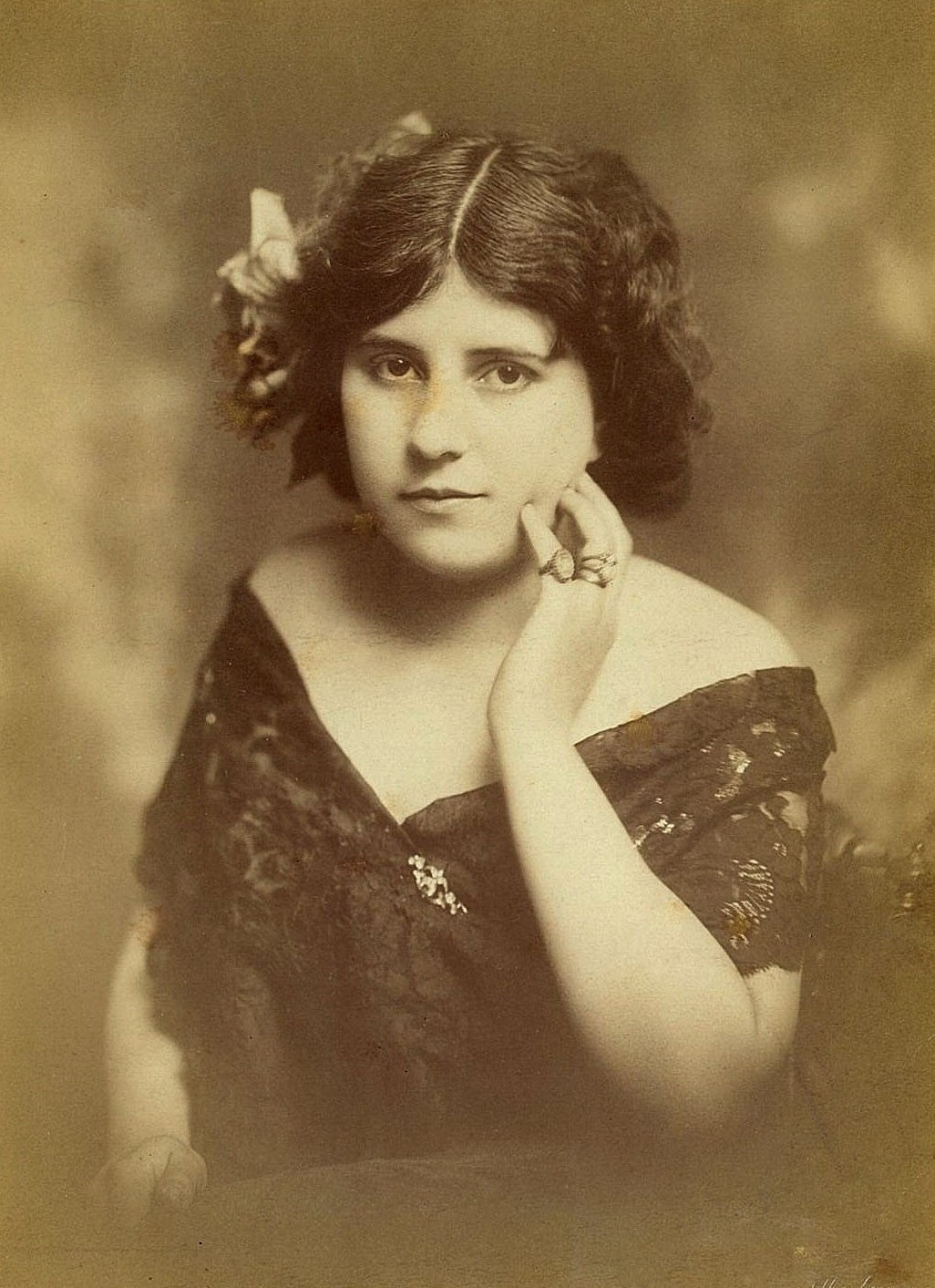
Adelina de Lara (1900)

Adelina de Lara; auch Adelina Preston; geb. Tilbury (* 23. Januar 1872 in Carlisle, Cumbria/England; † 25. November 1961 in Woking, Surrey/England) war eine englische Pianistin, Komponistin und Klavierlehrerin. Sie war eine Schülerin von Clara Schumann.

## Leben
Adelina de Lara war eine Tochter des Kupferstechers und Malers George Matthew Tilbury (1839–1883), er benutzte als Künstler das Pseudonym Preston, und von Anna geb. Laurent de Lara († 1883). Sie erhielt schon früh von ihren Eltern, die selbst keine professionellen Musiker waren, Unterricht im Klavierspiel. Im Alter von sechseinhalb Jahren trat sie erstmals öffentlich auf. Ihr Vater meldete sie bei Instrumentalwettbewerben an, an denen sie auch erfolgreich teilnahm. Unter dem Künstlernamen ihres Vaters sowie dem Namen ihrer Mutter trat sie ab 1881 zunächst als Adelina Preston bzw. Adelina de Lara regelmäßig in einem Liverpooler Wachsfigurenkabinett auf und unternahm später Konzertreisen durch das Vereinigte Königreich.
Nach dem frühen Tod ihrer Eltern im Jahr 1883 waren sie und ihre Schwestern Vollwaisen, ihre älteste Schwester Helen beging nur eine Wochen nach dem Tod der Mutter Suizid, ihre ältere Schwester Penelope blieb an Adelinas Seite und wurde ihre Konzertmanagerin. Nach zwei Jahren Konzertreisen im Vereinigten Königreich lebten beide Schwestern zunächst bei einer Tante in London. De Lara unternahm weiterhin Tourneen bis nach Schottland und Irland. Bei einem privaten Auftritt in der Nähe von Birmingham wurde die Pianistin Fanny Davies, eine Schülerin Clara Schumanns, auf sie aufmerksam. Fanny Davies erteilte De Lara ein Jahr professionellen Klavierunterricht und vermittelte sie auch an Clara Schumann, als diese sich für eine Konzerttournee in London aufhielt. Begleitet von ihrer Schwester Penelope konnte de Lara 1886 ihr Studium bei Clara Schumann am Dr. Hoch’schen Konservatorium in Frankfurt am Main beginnen. Sie wurde durch wohlhabende englische Bürgerfamilien finanziell unterstützt.
In Frankfurt lernte sie auf Vermittlung von Clara Schumann zahlreiche Musiker kennen, darunter die Pianistinnen Alice Dessauer, Ilona Eibenschütz und Marie Olson sowie die Komponisten Alfredo Piatti, Joseph Joachim und Johannes Brahms. 1888/89 nahm sie außerdem Unterricht in Kontrapunkt bei Iwan Knorr sowie Deutsch-, Latein- und Literatur- und Tanzunterricht.
Am 21. März 1891 debütierte Adelina de Lara, die bisher eher als Wunderkind wahrgenommen wurde, als Pianistin in der Londoner St. James’s Hall in einem von Arthur Chappells Saturday Popular Concerts. In der Folgezeit gab sie in England zahlreiche erfolgreiche Konzerte, sowohl als Solistin als auch in kammermusikalischen Besetzungen, u. a. zusammen mit Alice Dessauer, Ilona Eibenschütz oder Joseph Joachim und David Popper.
Am 31. Juli 1896 heiratete de Lara den Schauspieler Thomas Kingston (ca. 1870–1911) und übersiedelte mit ihm in die Vereinigten Staaten. Hier lebten sie zunächst in New York City, dann in Boston. 1897 kehrten sie jedoch nach England zurück, um dort ihren Sohn auf die Welt zu bringen, 1898 bekamen sie einen zweiten Sohn. De Lara trat weiterhin als Pianistin auf und veranstaltete in ihrem Haus auch musikalisch-literarische Abende. Im Herbst 1899 reiste das Paar nach Australien und lebte in den folgenden Jahren in Melbourne und Sydney. Auch hier gab de Lara erfolgreich Konzerte und kehrte 1900 kurzzeitig für Engagements nach London zurück. 1901 zog das Paar mit Thomas Kingstons Theatertruppe nach Südafrika, dann nach Kairo.
Nachdem sie ab Mai 1902 wieder in England lebten, widmete sich de Lara neben ihrer Konzerttätigkeit auch der Komposition und integrierte ihre eigenen Werke in ihre Programme – besonders ihr Liederzyklus Rose of the World erreichte eine große Popularität.
Während des Ersten Weltkrieges veranstaltete sie Wohltätigkeitskonzerte und trat aufgrund finanzieller Engpässe auch als Stummfilmpianistin in London und Notting Hill auf. Außerdem war sie Vizepräsidentin der Professional Musicians’ Début Society, die junge musikalische Talente förderte. Nach dem Krieg erhielt sie Engagements für Radiokonzerte bei der BBC, wo sie bis 1951 arbeitete. Zur selben Zeit begann sie ihre musikpädagogische Arbeit: Von 1918 bis etwa 1920 unterrichtete sie am Londoner Mathilde Verne College of Music Klavier und Harmonielehre. Anschließend war sie Klavierlehrerin an der Guildford School of Music in Woking bei London.
Am 15. Juni 1954 gab de Lara im Alter von 82 Jahren in der Londoner Wigmore Hall ihr Abschiedskonzert mit einem Robert-Schumann-Abend. 1955 veröffentlichte sie ihre Lebenserinnerungen. Nach Adelina de Laras Tod schrieb die Times, mit ihrem Tod „breaks the last remaining link with the Schumann tradition of pianoplaying“.

## Veröffentlichte Kompositionen

### Liederzyklen und einzelne Lieder
- Rose of the World. Zyklus von fünf Liedern, Text von T. Kelly. 1. Her Garden glows, 2. The Birds at their Matins, 3. Love’s Elysium, 4. Now thou art gone, 5. The Splendour of Love’s Dream. Enoch & Sons, London 1907.
- Love’s Waking. Lied, Text von E. Clifford. Enoch & Sons, London 1907.
- Songs of Two Lives. Text von H. Simpson. 1. There was a Song, 2. Into my Life, 3. Through Life there runs a Chain, 4. Across the Void. London: Enoch & Sons, 1908.
- Light of my Heart. Song, words by F. A. Joseph. Enoch & Sons, London 1911.
- Night and Day. Lied, Text von F. G. Bowles. Ascherberg, Hopwood & Crew, London 1911.
- A Red Rose of June. Lied, Text von W. B. Baldry. Leonard & Co, London 1912.
- Love’s Dream. Lied, Text von W. B. Baldry. J. Ouseley Music Co, London [1912].
- In the Light of your Eyes. Lied, Text von F. E. Weatherly. J. B. Cramer & Co, London 1913.
- Red Lips, farewell. Lied, Text von F. E. Weatherly. J. B. Cramer & Co, London 1913.
- Fight on, brave Sons. Lied. Text von F. A. Joseph. J. B. Cramer & Co, London 1914.
- Look up from the Darkness. Lied mit Orgel- oder Harmonium-Begleitung ad libitum, Text von E. Lockton. Enoch & Sons, London 1916.[5]

### Instrumentalmusik
- Konzert für Klavier und Orchester Nr. 1, vermutlich publiziert bei Stainer and Bell.
- Konzert für Klavier und Orchester Nr. 2, vermutlich publiziert bei Stainer and Bell.
- Symphonic Dance Fantasy for Piano and Strings, vermutlich publiziert bei Stainer and Bell (vgl. de Lara 1955, S. 194).
- In the Forest. Suite für Streicher. 1. Daybreak. 2. The Storm King rides through the Forest. 3. Glory of the Bluebells (Noon). 4. As the Sun sets. 5. The March of the Gnomes (Moonlight). Stainer & Bell, London [1949].
- Nocturne pour piano. Stanley Lucas & Co, London/Leipzig 1896.
- Nocturne pour Piano. A. M. Heller & Co, London [1903].
- Valse joyeuse. Für Klavier. Chappell & Co, London 1904.
- Six Small Pieces for Christmas. A Children’s Party. J. B. Cramer & Co, London 1913.
- The Kitzie dance. Für Klavier. Keith Prowse & Co., London ca. 1921.[5]

### Bearbeitungen
- A Children’s Party. Eine Folge leichter Stücke für Klavier. J. B. Cramer & Co, London 1913.
- Schumann Suite, vermutlich publiziert bei Stainer and Bell.[5]

## Schriften
- Clara Schumann’s Teaching. In: Music and Letters XXVI (1945), S. 143–147.
- Finale [Memoiren]. In Zusammenarbeit mit Clare H-Abrahall. London: Burke Publishing Co Ltd, 1955.
- Gebt mir die Ruhe und Abgeschiedenheit der BBC. In: Monica Stegmann und Eva Rieger (Hrsg.): Frauen mit Flügel. Lebensberichte berühmter Pianistinnen von Clara Schumann bis Clara Haskil. Frankfurt am Main: Insel-Verlag, 1996, S. 195–243 [Auswahl aus den Memoiren „Finale“ in deutscher Übersetzung].

## Tonaufnahmen
- Pupils of Clara Schumann. Fanny Davis, Ilona Eibenschütz, Adelina de Lara, Pearl GEMM 291–299, P1986.
- Adelina de Lara, Anthology, Archiv Documents B000009LN1, P1996.